# Daken
Daken (Akihiro) es un personaje ficticio que aparece en los cómics estadounidenses publicados por Marvel Comics. Daken fue creado por el escritor Daniel Way y el artista Steve Dillon y apareció por primera vez en Wolverine: Origins #5 (octubre de 2006).
Daken es el hijo mutante de Wolverine y su difunta esposa Itsu, y posee habilidades sobrehumanas similares a las de su padre (por ejemplo, factor de curación, garras retráctiles), así como poderes de manipulación de feromonas. Culpando a su padre por su supuesto abandono, la muerte de su madre y su traumática infancia, Daken buscó venganza contra Wolverine. Daken era miembro de los Vengadores Oscuros bajo el apodo de su padre Wolverine, la Hermandad de Mutantes y en un momento fue un Jinetes de la Muerte. Después de años como supervillano y en ocasiones antihéroe, Daken se reforma más tarde como superhéroe después de mudarse a Krakoa, reconciliarse con su padre y convertirse en miembro de X-Factor y los Marauders, ganándose finalmente el título de Fang por su heroísmo.
Daken ocupó el sexto lugar en la lista de los "50 personajes masculinos más sexys de los cómics" de Comics Alliance y a menudo es reconocido por su atractivo sexual.

## Historia de la publicación
Su primera aparición es en el cómic Wolverine Origins #11 aunque es mencionado a partir del Wolverine Origins #4. Después de que por fin puede ver a su hijo, intenta rescatarlo de la sociedad que le puso como esclavo, pero él no quiere ayuda ya que intenta cobrar venganza. Más adelante en el cómic Wolverine: Origins, en el momento que Deadpool iba a matar a Wolverine, Daken aparece, le corta la mano a Deadpool y tiene una intensa batalla contra él. Después de vencerlo intenta matar a Wolverine, pero no puede debido a la intervención del Soldado de Invierno. En la saga de Dark Reign, Daken se une al equipo de Norman Osborn de los Dark Avengers y Dark X-Men con la vieja vestimenta de su padre.

## Biografía
En 1946 cuando Wolverine está viviendo en las caídas del jazmín, Japón con su esposa embarazada Itsu, Romulus envía al Soldado del Invierno para matar a Itsu. Después de la muerte de Itsu, un hombre misterioso corta al bebé Daken, del vientre de su madre dejando su cuerpo tirado en el piso. Daken sobrevive a este incidente debido a su factor de cura mutante. En algún momento del año 1946, Daken se sitúa a las puertas de Akihira y Natsumi, una joven japonesa rica y tradicional. Toman su presencia como una respuesta a sus oraciones y lo crían como su propio hijo. Aunque se llama Akihiro por su padre, los sirvientes y otras familias de la provincia se refieren secretamente a él como Daken ( 駄 犬, "perro bastardo" O "mestizo"), una insinuación sobre su evidente patrimonio mixto. A medida que Akihiro crece, los otros chicos de la aldea se burlan de él. El trato duro que recibió a lo largo de los años hace que Akihiro desarrolle una personalidad muy fría, dirigida a todos menos a su padre. Una noche, Natsumi confiesa a Akihira que no ama a su hijo adoptivo y que, después de largos años de intentarlo, está embarazada. Akihiro escucha la charla y comienza a tramar. Dentro de un año, después del nacimiento del bebé, Akihiro se enfrenta a su madre y le dice que él ha matado a su hijo. Al enterarse de esto, Akihira está furioso y rechaza a Akihiro, quien responde con enojo que "Akihiro" no es su verdadero nombre de todos modos. Natsumi aparece de repente y trata de ejecutarlo a través, provocando el desencofrado de sus garras mutantes. Él agita su brazo, accidentalmente cortando a Natsumi. Akihira, incapaz de obligarse a hacerle daño a su hijo, se suicida. Romulus entonces se le aparece al muchacho por primera vez y le dice que él es aquello en lo que el muchacho, algún día, se convertirá.
En el presente, Daken se disfraza de agente de S.H.I.E.L.D. e infiltra en una instalación donde su padre está encarcelado. Golpea a Dum Dum Dugan y enfrenta a su padre por primera vez. Él golpea a Logan a través del estómago y lo deja sangrando en el piso, tal como dejaran a su madre muchos años antes. Se revela que Daken "ayudó" a la fuga de su padre, aunque no por razones benévolas.
Se le vio en Berlín, en el hogar de una mujer con quien ha estado jugando cruelmente y románticamente. Le permitió verlo besar a otro hombre en una cita, aunque sin saberlo, más tarde asesinó al hombre para que le diera un pasaporte. Sabiendo que bebería una botella entera de Borgoña, en secreto la envenena, resultando en su muerte. Tuvo que poner fin a la relación y su vida para que no pudiera quedar un cabo suelto que lo atara a sus crímenes.
Mientras aún está en Alemania, Daken es contactado por un mensajero anónimo que le recuerda el "objetivo final" de su desagradable maestro. Daken entonces envía al mensajero para asegurarse nuevamente de que no queda rastro de su presencia. Más tarde aparece en un tren a Bruselas, observando a su padre en un coche robado cercano. A continuación, recibe una llamada telefónica de un desconocido "amigo" (que es en realidad el Cyber resucitado), confirmando el destino de su padre.
Durante la historia de "Dark Reign" de 2008-2009, Norman Osborn reúne a un nuevo grupo de Vengadores, reclutando a Daken como su propio Wolverine, permitiéndole usar una versión del traje marrón y moreno de su padre. Cyclops lo ve como un riesgo y planea matarlo con la Muramasa Blade para proteger la imagen de los X-Men. Se revela, sin embargo, que accedió a unirse a los Vengadores Oscuros como una manera de sacar a Cyclops para tomar la Muramasa Blade de su posesión. Cuando los X-Men lo atacan, toma un pedazo de la hoja y lo lleva al Tinkerer, que entonces liga el metal a las garras en sus muñecas. Después de eso, es visto junto a los otros Vengadores Oscuros que luchan contra los demonios de Morgan le Fay.
Cuando Spider-Man entra en la Torre de los Vengadores fingiendo ser Mac Gargan, primero es emboscado por Daken que sabía que no era Mac por su olor. Sin embargo, Spider-Man termina por incapacitarlo, luego de que lo golpea y lanza a un generador eléctrico.
Daken tiene una breve alianza con X-23, el clon femenino de su padre. Se enfrentan al asesino Malcolm Colcord, el exdirector de Arma X.
Algún tiempo después de los acontecimientos de la muerte de su padre, Daken resurge en una casa de subastas en Madripoor, donde las garras de su padre se están vendiendo al mejor postor. Daken procede a decir a todos los presentes que él no permitirá que nadie deshonre a su padre y quienquiera que lo haga será eliminado. Después de recuperar las garras de su padre, Daken procede a matar a todos los postores presentes, con la excepción de un agente de S.H.I.E.L.D. encubierto.

## Dark Reign
Hace años, el mutante conocido como Wolverine encontró la paz en Japón y tuvo un hijo con su esposa, Itsu. La paz duró poco tiempo, pues Itsu fue asesinada y Wolverine creyó que su hijo había muerto con ella, pero el niño sobrevivió. Como su padre, posee sentidos potenciados, factor de curación poderoso y garras afiladas como navajas. Al crecer culpó a Logan por la muerte de su madre, y el resentimiento lo consumió. Lo llegaron a conocer por el nombre con el que se burlaban de él de niño: el término japonés para mestizo, Daken. Norman Osborn, el supervillano enmascarado conocido como el Duende Verde, pero que ahora se hace llamar Iron Patriot, se convirtió en la cabeza del equipo de espionaje y ataque del gobierno estadounidense, H.A.M.M.E.R., así como líder de su propio equipo de superhéroes, Los Vengadores Oscuros a quienes forma con seres con poderes en que siente que puede confiar y una selección de supervillanos que se hacen pasar como héroes establecidos y Daken como Dark Wolverine.

## Poderes y habilidades
Daken ha heredado un potencial de habilidades mutantes de su padre, aunque posee ciertos poderes que Wolverine no tiene.
El principal poder mutante de Daken es un factor de curación rápida que le permite recuperar partes de su cuerpo dañadas o destruidas de forma más rápida y extensa que un humano normal. Como ejemplo de su eficaz factor de curación, Daken una vez se curó instantáneamente de una grave paliza de Thing, se recuperó de un explosivo masivo infligido por Punisher y regeneró un brazo perdido que sufrió a manos de Mister Sinister. Su factor de curación también es lo suficientemente poderoso como para mejorar significativamente sus habilidades físicas naturales, aumentar su inmunidad a venenos o enfermedades y aumentar su longevidad.
Sin embargo, el factor de curación de Daken es diferente al de su padre. Mientras que Wolverine cura de forma automatizada, Daken cura de forma cognitiva, a través del pensamiento sensible y el control emocional. Se reveló en All-New Wolverine 28#, Muramasa afirmó que la culpa de Daken de no prevenir la muerte de su padre es lo que ralentizó su factor de curación. Se requería meditación interior para que Daken se recuperara, como por ejemplo regenerar un brazo perdido.
Al igual que su padre, Daken posee tres garras retráctiles, contenidas en sus antebrazos; dos en la parte superior de los nudillos y uno debajo de la muñeca. Estas garras son mucho más duras y gruesas que el hueso humano normal, lo suficientemente afiladas y fuertes como para cortar fácilmente metales duraderos, equivalente a la armadura de Iron Man. En un momento, Daken tenía las garras debajo de sus muñecas cubiertas con un trozo de la espada Muramasa. Para protegerse de las propiedades anticurativas de la espada, a Daken le implantaron carcasas de adamantium en sus muñecas para que actuaran como fundas para sus garras de Muramasa. Después de que Wolverine arrancó estas garras, las garras normales de Daken volvieron a crecer en su lugar. Mediante el uso de la Semilla de la Muerte, las garras de Daken irradian una energía de color azul, lo que aumenta enormemente su letalidad. Estas garras energizadas poseen las mismas habilidades anticuración de sus antiguas garras de Muramasa. Al canalizar aún más la Semilla de la Muerte, Daken puede producir múltiples protuberancias afiladas de color negro azabache en sus antebrazos, además de sus seis garras.
Daken tiene sentidos animales de la vista, el oído y el olfato a un nivel sobrehumano. Estos sentidos lo convierten en un rastreador o cazador peligroso, lo que le permite a Daken detectar personas u objetos solo mediante el olor, rastrear un objetivo a pesar de que su olor disminuye por el tiempo o el clima, o detectar a alguien que miente.
Daken tiene la capacidad de manipular las feromonas de los demás. Con control total sobre las feromonas, Daken puede usar sus poderes para manipular las emociones y los sentidos de un objetivo, permitiéndole alterarlos, obstaculizar su conciencia profunda y su visión visual, provocando que actúe con lentitud o lentitud. Sus poderes también le otorgaron capacidad empática, permitiéndole sentir y comprender las emociones, sentimientos o intenciones de las personas y animales que lo rodeaban. Sin embargo, los poderes de Daken se limitan a influir o ajustar únicamente las emociones y sentidos preexistentes de un objetivo; no puede fabricar ni crear nuevas emociones dentro de ellos como lo hace un telépata.
Daken tiene una poderosa defensa mental contra la telepatía, ya que su mente es una trampa para los telépatas que intentan entrar en su cabeza. La trampa vuelve en su contra los poderes de un hábil telépata.
Después de ser resucitado por los Gemelos del Apocalipsis, quienes usan la Semilla de la Muerte para convertirlo en un Jinete de la Muerte, a Daken se le había otorgado el poder y el potencial para convertirse en la nueva repetición del Apocalipsis en la Tierra. En Iceman #9, un nuevo mutante llamado Zachary ayuda involuntariamente a Daken a acceder a los poderes de la Semilla de la Muerte, lo que amplificó significativamente las habilidades de Daken, incluida la amplificación de sus súper sentidos y el aumento de su biomasa, otorgándole fuerza y durabilidad sobrehumanas.
Daken es un excelente artista marcial y combatiente cuerpo a cuerpo, como lo reconoce su antiguo instructor, Cyber. Su destreza en combate quedó demostrada cuando superó a Wolverine, Deadpool, Skaar, Punisher y Sabretooth en combate. Combinado con su capacidad para manipular feromonas, esto le otorga a Daken una ventaja increíble sobre sus oponentes en combate. Daken también es un samurái entrenado y ha adquirido grandes habilidades tanto en las artes japonesas del manejo de la espada como en el Kyūdō.
Daken es un maestro estratega y táctico, como se vio cuando pudo infiltrarse en una base fuertemente custodiada de la base S.H.I.E.L.D. para liberar a su padre sin que lo atrapen. También es un maestro manipulador y engañador, capaz de engañar a dos de los hombres más inteligentes, Norman Osborn y Reed Richards, al mismo tiempo.

## Recepción
- En 2018, CBR.com clasificó a Daken en el décimo lugar en su lista de "8 niños de X-Men más geniales que sus padres (y 7 que son mucho peores)".[4]

## Versiones alternativas
En What If? Wolverine: Father #1, Logan estuvo presente cuando nació Daken y pudo salvarlo de las personas que lo habrían criado en el curso original de los acontecimientos, llevándolo a vivir recluido en las montañas con la esperanza de poder criar. John Howlett (como se conoce a Daken en esta línea de tiempo) lejos del tipo de vida que él mismo ha vivido. Sin embargo, a pesar de sus intentos de garantizar la privacidad rechazando al Profesor X cuando vino a reclutar a Logan para unirse a los X-Men, los intentos de Logan de reprimir los instintos más oscuros de Daken fracasaron cuando Sabretooth los encontró, revelando la verdad sobre el pasado de su padre a John. Al dejar a su padre, John se convirtió en un asesino brutal, vagando por varias ciudades y matando a sus oponentes, proclamando que Logan lo convirtió en lo que es al negarle su herencia. Concluyendo que nunca traerá nada bueno al mundo, Logan apuñala a John en el corazón con la Espada Muramasa y posteriormente se empala a sí mismo para acabar con su propia mancha oscura en el mundo.

## En otros medios
- Daken aparece en Marvel: Avengers Alliance. Su aspecto de Wolverine se ve en Spec-Ops # 12, en el que Dell Rusk forma los Vengadores Oscuros.
- Daken aparece en Marvel Puzzle Quest.